# Anageneză
Anageneza (din greacă: ana=nou și genos=rasă) (cunoscută și sub denumirea de evoluție filetică) reprezintă acumularea de modificări, care duc la transformarea gradată a unei specii într-o nouă specie cu caracteristici diferite. În arborele filogenetic anageneza este reprezentată ca linii separate, iar numărul de specii rămâne nemodificat.
Cunoscută și sub denumirea de "schimbare filogenetică", anageneza este o evoluție progresivă a speciilor și implică, mai degrabă, schimbarea în frecvența genelor într-o întreagă populație, decât un eveniment cladogenetic de ramificare.